# Cayetano Requena
Cayetano Requena Fonseca fue un sacerdote y político peruano. 
Fue miembro del Congreso Constituyente de 1822 por el departamento de Huaylas. Dicho congreso constituyente fue el que elaboró la primera constitución política del país.